# The Wordless Message (film, 1912)
Pour les articles homonymes, voir The Wordless Message.
The Wordless Message est un film muet américain réalisé par Allan Dwan et sorti en 1912.

## Fiche technique
- Réalisation : Allan Dwan
- Date de sortie : États-Unis : 20 juin 1912

## Distribution
- J. Warren Kerrigan
- Dot Farley
- David Fischer : Bob